# Ante Pletikosić
Ante Pletikosić je bivši hrvatski nogometaš.
Igrao je u momčadi RNK Splita u drugoj polovici 1950-ih i početkom 1960-ih godina. U dvije Splitove prvoligaške sezone nastupio je 47 puta.
Statistika u Hajduku
| Natjecanje        | Nastupi | Zgoditci |
| ----------------- | ------- | -------- |
| Prvenstvo         | 34      | 0        |
| Kup               | 5       | 0        |
| Superkup          | 0       | 0        |
| Međunarodne       | 0       | 0        |
| Splitski podsavez | 0       | 0        |
| Ukupno            | 39      | 0        |
| Prijateljske      | 45      | 0        |
| Sveukupno         | 84      | 0        |